# Trattamento d'onore per i sovrani georgiani
Il trattamento d'onore per i sovrani georgiani (in georgiano ქართველი მეფის წოდება?, traslitterato:kartveli mepis ts'odeba) si riferisce al modo formale di rivolgersi a un monarca georgiano (mepe). Le modalità si sono evolute nel tempo e sono cambiate molte volte a partire dai tempi dell'istituzione dell'antico Regno di Iberia, passando per il periodo della trasformazione nel Regno di Georgia unificato, fino alle successive monarchie succedutesi dopo la disintegrazione del regno.
I monarchi georgiani precristiani della dinastia dei Farnabazidi venivano considerati investiti divinamente dalla Khvarenah, un concetto dello Zoroastrismo che indica la "gloria" o "splendore" concessa agli antichi re delle scritture persiane. La perdita di questa grazia divina, di solito portava alla morte immediata o al rovesciamento del monarca dal trono georgiano. Non era ritenuto quindi necessario aggiungere altri titoli a quello di "re", in quanto già caratteristico di doti divine.
Con il Medioevo invece, venne ritenuto utile ribadire nella parte introduttiva del trattamento d'onore, per esempio per gli appellativi dei monarchi della dinastia Bagration, iniziare sempre con «Per grazia di Dio, Noi, della famiglia di Iesse, Davide, Salomone, Bagration, Supremi in nome di Dio, unti e coronati da Dio...», sottolineando con ciò il diritto divino del re, rivendicando la discendenza biblica.
Il consolidamento della dinastia divinizzata Bagration e la sua capacità di arrivare a unificazione politica senza precedenti del paese, inaugurò l'età dell'oro georgiana, nello corso della quale si venne a creare l'unico impero pancaucasico medievale che avrebbe regnato per mille anni. I monarchi georgiani di quell'epoca vissero un'intensa competizione religiosa e politica con gli imperatori bizantini e si vedevano come i successori dell'imperatore Costantino il Grande fino al punto di considerarsi come governanti di una nuova Bisanzio con sede nel Caucaso. nel mentre il clero ortodosso georgiano raffigurava i suoi monarchi come i capi di una "chiesa imperiale" che combatteva gli eretici.
Anche se la "Georgia bizantinizzata" ha fatto propri i concetti e i modelli della burocrazia e dell'aristocrazia costantinopolita del suo potente vicino, non li ha mai adottati o imitati pedissequamente; piuttosto, si è ispirata in modo creativo e deliberato alla cultura e all'ambiente locali. Allo stesso tempo, i governanti della Georgia cristiana ancora abbracciavano le influenze tradizionali dello Shahnameh persiano e delle leggende arabe che erano forti e intatte in quei territori al punto che alcune delle parti del trattamento di onore erano di tipo islamico.
Poiché la corona continuò a espandersi su vari territori, il modo di riferirsi ai monarchi georgiani continuò ad espandersi enumerando distintamente e includendo tutti i sudditi. Anche dopo il crollo del regno unificato, i re georgiani avrebbero continuato a farsi chiamare con il precedente stile imperiale e avrebbero rivendicato la pretesa di essere i sovrani assoluti di tutta la Georgia. Questa eredità imperiale dei Bagration continua anche oggi, con la presentazione di una immagine dei discendenti reali che si ritengono l'apice senza rivali della politica, della cultura e della società georgiane.

## Lesa maestà
Secondo il cronista della regina Tamara, insultare verbalmente un monarca era punibile con la mutilazione della lingua e la decapitazione, sempre eseguite da carnefici non georgiani. Anche se la pena capitale era estremamente rara nella Georgia del pieno medioevo, la corte reale non avrebbe mai perdonato l'insulto nei confronti di un monarca. Il re Vakhtang VI, tuttavia, sostenne che non era prevista alcuna pena ufficiale per la  lesa maestà.

## Trattamento d'onore

### Sovrani di Iberia
| Stile                                                                       | Sovrano         |
| --------------------------------------------------------------------------- | --------------- |
| Re di tutti i cartali ed eguri.                                             | Re Farnabazo I  |
| Re degli iberi.                                                             | Re Artoce       |
| Re degli iberi.                                                             | Re Farnabazo II |
| Re degli iberi.                                                             | Re Artassia II  |
| Grande re di Iberia.                                                        | Re Farasmane I  |
| Re degli iberi.                                                             | Re Mitridate I  |
| Re d'Iberia.                                                                | Re Farasmane II |
| Gran re degli iberi.                                                        | Re Ghadam       |
| Gran re degli iberi.                                                        | Re Amazaspo II  |
| Re degli iberi.                                                             | Re Aspacure I   |
| Re di Iberia, Somkhiti, rani, ereti, Movakani e Colchide.                   | Re Mirian III   |
| Re degli iberi.                                                             | Re Mitridate V  |
| Re di Iberia, Re dei dieci re.                                              | Re Vakhtang I   |
| Re degli iberi.                                                             | Re Bacurio III  |
| Re degli iberi.                                                             | Re Adarnasi IV  |
| Re degli iberi.                                                             | Re Davide II    |
| Re degli iberi.                                                             | Re Bagrat II    |
| Re degli iberi, i kouropalati di tutto l'Oriente, l'occhio dell'Ortodossia. | Re Davide III   |
| Re dei re degli iberi.                                                      | Re Gurgen       |

### Sovrani della Georgia unita
| Stile | Sovrano         |
| --- | --------------- |
| Re degli abcasi e degli iberi, di Tao e dei rani, e dei cacheziani, e dei grandi kouropalati di tutto l'Oriente. | Re Bagrat III   |
| Re degli abcasi e degli iberi, i kourapalati di tutto l'Oriente. | Re Giorgio I    |
| Re dei re, degli abcasi, forte e invincibile, il nobilissimus di tutto l'Oriente, i kouropalati, i sebasti. | Re Bagrat IV    |
| Re degli abcasi e degli iberi, il nobilissimus, il sebastos, il cesare di tutto l'Oriente e l'Occidente. | Re Giorgio II   |
| Re dei re, degli abcasi, iberi, rani, cacheziani, armeni, di Shaki, Alania e Rus, spada del Messia, Il trattamento era chiaramente schierato e significava "Difensore del cristianesimo" nel suo richiamo al messia cioè Gesù Cristo: Paghava, pp. 243-247. Davide IV è stato il primo re georgiano ad assumere il titolo di "Spada del Messia": imperatore (basileus) di tutti l'Oriente, l'invincibile, servo e difensore di dio. | Re Davide IV    |
| Re dei re, spada del messia, degli abcasi, iberi, rani, cacheziani e armeni. | Re Demetrio I   |
| Re dei re, degli abcasi, iberi, rani, cacheziani, armeni, Shirvanshah e Shahanshah, signore dell'Oriente e del Nord, figlio di Demetra, spada del Messia, figlio di Re dei re. | Re Giorgio III  |
| Re dei re, regina delle regine, imperatrice (autocratrice) di tutto l'Oriente e dell'Occidente, campione del messia, degli abcasi, iberi, rani, cacheziani e armeni, Shirvanshah e Shahanshah, la Gloria del Mondo e della Fede, figlia del grande Re dei re. | Regina Tamara   |
| Re dei re, figlio di Tamara, degli abcasi, iberi, rani, cacheziani e armeni, Shirvanshah e Shahanshah, il sovrano di tutto l'Oriente e l'Occidente, spada del Messia. | Re Giorgio IV   |
| Regina dei Re e delle Regine, gloria del mondo, regno e della fede, figlia di Tamara, campione del Messia. | Regina Rusudan  |
| Re dei re, figlio del Re dei re Rusudan, degli abcasi, iberi, rani, cacheziani e armeni, Shirvanshah e Shahanshah, il sovrano di tutta la Georgia e del Nord. | Re Davide VI    |
| Re dei re degli abcasi, iberi, rani, cacheti, armeni, Shahanshah e Shirvanshah, dell'est e dell'ovest, del sud e del nord, di entrambi i paesi, di due troni e corone, il sovrano simile a un dio e il sovrano. | Re Giorgio V    |
| Re dei re di tutti. | Re Davide IX    |
| Re dei re degli abcasi, iberi, rani, cacheziani e armeni, Shahanshah e Shirvanshah, il sovrano dei sovrani di tutto il Nord, l'Est e l'Ovest, discendente di Vakhtang I Gorgasali. | Re Bagrat V     |
| Re dei re degli abcasi, iberi, rani, cacheziani e armeni, Shirvanshah e Shahanshah, di tutta la Georgia, di tutto l'est e l'ovest, del nord, il sovrano dei sovrani dei due regni, il sovrano di tutti. | Re Giorgio VII  |
| Re degli abcasi, iberi, rani, cacheziani e armeni, Shirvanshah e Shahanshah di tutto l'Est e il Nord. | Re Costantino I |
| Re dei re, di molti, Shirvanshah, degli abcasi, iberi, rani, cacheziani, armeni, di tutta la Georgia e del Nord, dell'Occidente e dell'Oriente, il sovrano dei sovrani dei due troni d'oro e di tutte le terre. | Re Alessandro I |
| Re dei re, Suzerain e sovrano dei due troni e regni, degli abcasi, iberi, rani, cacheziani e armeni, discendente di Nimrod. | Re Giorgio VIII |
| Re dei re, forte e invincibile, maestoso e protettore del regno santo, dei Jiki, abcasi, iberi, rani, cacheziani e armeni, Shirvanshah, di tutto l'Oriente e dell'Occidente, di tutta la Georgia, di tutto il Nord, il sovrano dei sovrani al trono. | Re Bagrat VI    |

### Sovrani di Cartalia
| Stile                                                                                | Sovrano        |
| ------------------------------------------------------------------------------------ | -------------- |
| Re dei re, degli abcasi, iberi, rani, cacheziani, armeni, Shirvanshah e Shahanshah.  | Re Simone I    |
| Re dei re e sovrano di Cartalia.                                                     | Re Giorgio X   |
| Re dei re e sovrano di Cartalia.                                                     | Re Rostom      |
| Re dei re e sovrano di Cartalia.                                                     | Re Vakhtang V  |
| Re dei re e sovrano di Cartalia.                                                     | Re Luarsab II  |
| Re dei re e sovrano di Cartalia, per volontà di Dio, per misericordia di Shah Abbas. | Re Bagrat VII  |
| Re dei re di Cartalia, per volontà di Dio, per ordine di Shah Abbas.                 | Re Simone II   |
| Re dei re, sovrano dei sovrani di Cartalia.                                          | Re Giorgio XI  |
| Re e sovrano di Cartalia, Signore di tutta la Georgia.                               | Re Vakhtang VI |

### Sovrani di Cachezia
| Stile                                                                                | Sovrano          |
| ------------------------------------------------------------------------------------ | ---------------- |
| Re e sovrano di Cachezia.                                                            | Re Levan         |
| Re dei re, sovrano dei sovrani di Cachezia.                                          | Re Alessandro II |
| Re e sovrano di Cachezia.                                                            | Re Teimuraz I    |
| Re di imereti e Cachezia.                                                            | Re Archil        |
| Re dei re, sovrano dei sovrani di Cachezia.                                          | Re Eraclio I     |
| Re dei re, sovrano di Cachezia, figlio del Gran Re e Sommo sovrano dell'Iran.        | Re Davide II     |
| Re dei re, sovrano di Cachezia, Beglarbeg di Yerevan, Signore di Shamshadin e Qazax. | Re Costantino II |
| Re dei re, sovrano dei sovrani di Cartalia, Cachezia, Signore di Qazax e Borchali.   | Re Teimuraz II   |

### Sovrani di Imerezia
| Stile | Sovrano           |
| --- | ----------------- |
| Re dei re, sovrano dei sovrani degli abcasi, iberi, rani, cacheti e armeni, Shahanshah e Shirvanshah, di tutto l'est e l'ovest, del sud e del nord, di entrambi i due troni e regni. | Re Alessandro II  |
| Re dei re e sovrano degli abcasi, iberi, rani, cacheziani e armeni, Shahanshah e Shirvanshah, dell'Oriente e dell'Occidente. | Re Bagrat III     |
| Re dei re, Suzerain e sovrano degli abcasi, iberi, rani, cacheziani e armeni, Shahanshah e Shirvanshah, di tutto l'Oriente e l'Occidente, del Sud e del Nord, di entrambi i due regni e paesi, l'Alto Re, unto divino e invincibile, il re più eccellente di tutti, dalla corona di porpora più brillante, figlio del Re dei re grande, onnipotente e invincibile. | Re Giorgio II     |
| Re dei re, il sovrano di entrambi i due troni. | Re Levan          |
| Re dei re, degli abcasi, iberi, cacheti, armeni, Shahanshah e Shirvanshah, di tutto l'est e l'ovest, del sud e del nord, il sovrano di entrambi i due troni e paesi, donato da Dio e unto, grande e invincibile, il più eccellente Re di tutti, dallo scettro brillante e dalla corona di porpora.                                                                 | Re Rostom         |
| Re dei re, il sovrano degli abcasi, iberi, rani, cacheziani, armeni, Shahanshah e Shirvanshah di tutti gli altri re e paesi, forte e invincibile, supremo da Dio e irremovibile da Dio. | Re Giorgio III    |
| Re dei re, il sovrano. | Re Alessandro III |
| Re di Imerezia e Cachezia. | Re Archil         |
| Re dei re, il re. | Re Alessandro V   |
| Re dei re, sovrano dei sovrani di tutti gli Imerezia. | Re Salomone I     |
| Re dei re di tutta Imerezia. | Re Davide II      |
| Re di tutti gli Imereziani. | Re Salomone II    |

### Sovrani di Cartalia-Cachezia
| Stile                                                                                              | Sovrano        |
| -------------------------------------------------------------------------------------------------- | -------------- |
| Re di Cartalia, Cachezia e tutta la Georgia, Lord di Ganja, Yerevan, Qazax, Shamshadin e Borchali. | Re Eraclio II  |
| Re di tutta la Georgia, Re di tutta Cartalia, Cachezia e di tutte le altre terre, il Signore.      | Re Giorgio XII |

### Esplicative
1. 1 2  Il Regno di Abcasia veniva menzionato al primo posto nel trattamento d'onore come ricordo della sequenza delle conquiste da parte del re Bagrat III, che iniziò dall'essere re di Abcasia prima e in seguito divenne re di tutta la Georgia. La corte reale georgiana si ispirò al modello bizantino di stato di diritto e il continuo conferimento all'Abcasia al primo posto nel trattamento d'onore dei re Bagrationi fu in gran parte dovuto a considerazioni legali. Inoltre, poiché l'Abcasia era sotto una forte influenza bizantina, i monarchi georgiani volevano elevare lo status della regione occidentale a un livello così alto da riflettere l'importanza di quest'area per il regno georgiano. La corte avrebbe stabilito la maggior parte delle residenze reali per lo più nelle regioni occidentali del regno, in Abcasia e imereti: Rapp (1997), p. 637; Paghava (2021), p. 382.
2. 1 2  "Iberi" si riferisce specificamente ai cartveliani/georgiani: Rapp (2016), p. 686. Il termine iberica/iberico in seguito subirà una trasformazione in una accezione comprendente tutta la Georgia a partire dal regno dei monarchi Bagrationi e dai loro contemporanei: Rapp (2016), p. 665.
3. 1 2 3 4 5  Il titolo "Re dei rani e dei cacheziani" è entrato ufficialmente nel trattamento d'onore dopo l'annessione da parte del re Davide IV del Primo regno di Cachezia nel 1104: Eastmond, p. 56.
4. 1 2  Il titolo di "Re degli armeni" entrò nel trattamento d'onore dopo che il re Davide IV annesse il Regno di Tashir-Dzoraget nel 1118,(Eastmond, p. 70) o dopo che catturò Ani nel 1124: Paghava (2021), pp. 367-380.
5. ↑  Nel mentre le monete di suo padre Giorgio II e di suo nonno Bagrat IV, imitavano pedissequamente lo stile di monetazione bizantina, Davide IV preferì colpire l'immaginario dei suoi sudditi glorificando se stesso al posto della Vergine Maria: Eastmond, pp. 56-58. Per i Bagrationi il simbolismo regale era collegato a Maria, essendo questa la santa protettrice di tutta la Georgia. Le monete emesse dai suoi antenati raffiguravano un busto della Madre di Dio sul dritto e iscrizioni che proclamavano i titoli bizantini dei re sul verso: Eastmond, p. 54.
6. ↑  Secondo David Marshall Lang, il British Museum ha acquisito la moneta da William Cole, 3º conte di Enniskillen: Paghava (2021), pp. 236-237. Il numero di inventario del museo è 1857,1226.7. Il diametro della moneta è di 35 millimetri e pesa 10,8 grammi: Paghava e Chanishvili, p. 201. Si presume che la moneta sia stata coniata a Ani dopo la conquista del re Davide IV della città: Paghava e Chanishvili, p. 213.
7. ↑  La scelta di Tamara di adottare la terminologia in arabo deriva dallo stile delle monete islamiche ed era simile a ad alcune tipi di monete note coniate dai Mamelucchi nel XIII secolo: Eastmond, p. 135. L'immagine regale di Tamara doveva adattarsi alla diversa natura del suo impero (Eastmond, p. 98.), poiché doveva imporsi sia su sudditi cristiani che musulmani, nonché su molti territori separati: Eastmond, p. 6. Il suo bisnonno, il re Davide IV, subito dopo la vittoria nella battaglia di Didgori e la riconquista militare di Tbilisi, avviò il conio di monete in arabo per ragioni commerciali ed economiche: Paghava (2021), p. 233. Secondo Ibn al-Azraq al-Fariqi e Sibt ibn al-Jawzi, Davide IV avrebbe coniato monete con il suo nome accanto ai nomi di Allah e Maometto: Paghava e Chanishvili, p. 198.
8. 1 2 3  La regina Tamara e la regina Rusudan non hanno ricevuto il titolo di "Spada del Messia" ma di "Campione del Messia". Questa circostanza riflette senza dubbio il fatto che Tamara e Rusudan, sebbene fossero i Mepe, non erano veri capi dell'esercito e condottieri sul campo di battaglia, in conseguenza del loro genere: Rapp (1997), p. 608. È interessante notare che Tamara non è mai stata raffigurata negli affreschi con una spada: Rapp (1997), pp. 577-578. Nonostante il fatto che le Cronache georgiane affermino esplicitamente che quando Tamara fu nuovamente incoronata dopo la morte di suo padre, "tutti con un unico consenso si unirono nell'innalzare a Tamara la spada di suo padre, conferitale contemporaneamente al trono del padre", nessuna delle raffigurazioni della regina la ritrae mentre porta la spada. Il testo lo spiegherebbe sottolineando il ripudio di Tamara della violenza: Eastmond, p. 182.
9. ↑  Un'usanza imponeva che il nuovo monarca avesse un legame biologico con la dinastia esistente, in parte perché il pharnah regale era prerogativa di alcune famiglie. Il re Farnajom abbandonò incautamente il politeismo georgiano perdendo così la regalità: Rapp (2016), 6776; Rayfield, p. 25.
10. 1 2  Un segno di cambiamento verso modelli islamici di manifestazione del potere può essere trovato nell'adozione di nuovi titoli reali nel trattamento d'onore durante il regno del re Giorgio III, che nel 1170, aggiunse ai suoi titoli quelli di Shirvanshah e Shahanshah. Fu il primo caso di adozione di questi titoli da parte di un re georgiano e derivano dagli Shaddadidi, che Giorgio aveva sconfitto nel 1161. Il regno di Giorgio III può essere visto come lo spartiacque per un cambiamento decisivo nella natura del potere georgiano. Qualsiasi espressione di inferiorità rispetto all'impero bizantino era terminata con suo nonno, il re Davide IV, che abbandonò l'uso di qualsiasi titolo bizantino, ma assunse immagini bizantine per promuoversi come potenza indipendente. Giorgio affermò più chiaramente il concetto, usurpando i titoli dei suoi rivali e inserendoli nei suoi come espressione del suo dominio su di loro: Eastmond, p. 92.
11. ↑  Cartalia e Eguri erano conosciuti nella antichità classica rispettivamente come Iberia e Colchide: Rapp (2016), 702.
12. ↑  In base a quanto riportato nella Stele di Vespasiano.
13. ↑  In base a quanto riportato nei Fasti ostienses.
14. ↑  Questo trattamento d'onore è entrato nel trattamento complessivo, nonostante l'esistenza dei contemporanei musulmani laqab, Spada dell'Islam e Spada di Allah: Eastmond, p. 72.
15. ↑  Questi trattamenti d'onore sono entrati nel trattamento complessivo dal persiano scià e sono stati motivati dalle politiche espansionistiche aggressive dei monarchi georgiani dentro e fuori la regione: Javakhishvili, p. 86. L'inclusione di Shirvanshah (lett. lo scià/re di Shirvan) e Shahanshah (lett. lo scià di scià/Re dei re) nel trattamento da parte dei monarchi georgiani è stata un'usurpazione degli ideali politici Islamci e Sasanidi. Questi trattamenti erano specificamente in contrapposizione contro le dinastie della Persia: Paghava (2021), pp. 417-418. Giorgio III è stato il primo re georgiano ad assumere questi trattamenti d'onore: Paghava (2021), p. 410. Questi trattamenti furono aggiunti in genere all'ultimo posto della sequenza, dopo il titolo di "Re degli armeni": Paghava (2021), p. 408. In seguito gli appellativi si sarebbero corrotti e il significato originale sarebbe stato dimenticato: Rapp (1997), pp. 578-582.
16. 1 2 3 4 5 6 7 8  La frase "due troni e/o regni" si riferisce alla divisione e frattura de facto dell'unità della monarchia durante la dominazione mongola della Georgia. Il crollo del regno georgiano avvenne de jure nel 1490. Alcuni dei re continueranno a includere nel trattamento d'onore la dizione anche dopo la frammentazione ufficiale della monarchia unificata: Rayfield, pp. 129-131.
17. 1 2  Riportato nel documento inviato a Nicolaes Witsen, sindaco di Amsterdam.

### Bibliografiche
1. ↑  Rayfield, pp. 65-159.
2. ↑  Rapp (2016), 8763.
3. ↑  Rapp (2016), 6731.
4. ↑  Takaishvili (1910), pp. 146-206.
5. ↑  Javakhishvili, p. 84.
6. ↑  Rapp (2014), p. 227.
7. ↑  Khakhanov, pp. 6-7.
8. ↑  Javakhishvili, p. 87.
9. ↑  Rapp (2016), 492.
10. ↑  Rapp (2014), p. 226.
11. ↑  Rapp (2016), 453.
12. ↑  Rapp (1997), p. 666.
13. ↑  Rapp (2014), pp. 228-231.
14. ↑  Tavadze, p. 221.
15. ↑  Rapp (1997), p. 646.
16. ↑  Rapp (2016), 482.
17. ↑  Rapp (1997), p. 595.
18. 1 2  Rapp (1997), p. 581.
19. ↑  Eastmond, p. 91.
20. ↑  Rapp (2014), pp. 232-233.
21. ↑  Rapp (1997), p. 571.
22. ↑  Rapp (1997), p. 583.
23. ↑  Rapp (2016), 459.
24. ↑  Javakhishvili, p. 191.
25. ↑  Rayfield, p. 103.
26. ↑  Javakhishvili, p. 326.
27. ↑  Khakhanov, p. 6.
28. ↑  Rapp (2016), 6323.
29. ↑  Cronache georgiane, 30-14.
30. ↑  Cronache georgiane, 32-8.
31. ↑  Cronache georgiane, 33-17.
32. ↑  Rayfield, p. 32.
33. ↑  Gamkrelidze, p. 24.
34. ↑  Rayfield, p. 34.
35. ↑  Gamkrelidze, p. 13.
36. ↑  Cronache georgiane, 62-8.
37. ↑  Rapp (2016), 7131-7140.
38. ↑  Cronache georgiane, 139-5.
39. ↑  Rapp (2016), 9500.
40. ↑  Cronache georgiane, 216-13.
41. ↑  Bakhtadze, p. 4.
42. ↑  Bakhtadze, p. 10.
43. ↑  Bakhtadze, p. 11.
44. ↑  Bakhtadze, p. 20.
45. ↑  Tavadze, p. 100.
46. ↑  Rayfield, p. 69.
47. ↑  Bakhtadze, p. 17.
48. ↑  Rapp (2016), 4175.
49. ↑  Tavadze, p. 103.
50. ↑  Khakhanov, p. 11.
51. ↑  Dundua e Tavadze, p. 458.
52. ↑  Dolidze, p. 7.
53. ↑  Rayfield, p. 85.
54. ↑  Dundua e Tavadze, p. 459.
55. ↑  Tavadze, p. 162.
56. ↑  Rapp (1997), pp. 570-571.
57. ↑  Paghava, p. 245.
58. ↑  Rapp (2016), 4185.
59. ↑  Rayfield, pp. 89-93.
60. ↑  Dolidze, p. 18.
61. ↑  Paghava (2021), p. 259.
62. ↑  Eastmond, p. 47.
63. ↑  Rapp (1997), p. 575.
64. ↑  Paghava (2021), pp. 396-403.
65. ↑  Rapp (2016), 4194.
66. ↑  Dundua e Tavadze, p. 460.
67. ↑  Eastmond, pp. 104-106.
68. ↑  Rapp (2016), 4182.
69. ↑  Rayfield, p. 109.
70. ↑  Eastmond, pp. 127-135.
71. ↑  Dundua e Tavadze, p. 461.
72. ↑  Silogava, p. 16.
73. ↑  Dundua e Tavadze, p. 392.
74. ↑  Rapp (1997), p. 577.
75. ↑  Silogava, pp. 72-73.
76. ↑  Silogava, p. 26.
77. ↑  Dolidze, p. 100.
78. ↑  Takaishvili (1909), p. 13.
79. ↑  Silogava, p. 100.
80. ↑  Rapp (1997), p. 582.
81. ↑  Takaishvili (1910), p. 434.
82. ↑  Takaishvili (1909), p. 35.
83. ↑  Dolidze, p. 118.
84. ↑  Takaishvili (1910), p. 436.
85. ↑  Silogava, p. 19.
86. ↑  Takaishvili (1910), p. 140.
87. ↑  Dolidze, p. 205.
88. ↑  Takaishvili (1910), p. 534.
89. ↑  Takaishvili (1910), p. 2.
90. ↑  Dolidze, p. 224.
91. ↑  Takaishvili (1909), p. 39.
92. ↑  Kartvelishvili et al., p. 99.
93. ↑  Kartvelishvili et al., p. 145.
94. ↑  Takaishvili (1910), p. 141.
95. ↑  Kartvelishvili et al., p. 181.
96. ↑  Takaishvili (1910), p. 144.
97. ↑  Takaishvili (1910), p. 151.
98. ↑  Dolidze, p. 193.
99. ↑  Takaishvili (1910), p. 185.
100. ↑  Takaishvili (1910), p. 1.
101. ↑  Takaishvili (1910), p. 4.
102. ↑  Takaishvili (1910), p. 193.
103. ↑  Takaishvili (1910), p. 252.
104. ↑  Dolidze, p. 231.
105. ↑  Takaishvili (1910), p. 160.
106. ↑  Takaishvili (1909), p. 517.
107. ↑  Kakabadze, p. 3.
108. ↑   Kakabadze, pp. 7-8.
109. ↑  Kakabadze, p. 17.
110. ↑  Kakabadze, p. 34.
111. ↑  Kakabadze, p. 36.
112. ↑  Takaishvili (1910), p. 537.
113. ↑  Kakabadze, p. 37.
114. ↑  Kartvelishvili et al., p. 124.
115. ↑  Kakabadze, p. 63.
116. ↑  Kakabadze, p. 119.
117. ↑  Zagareli, p. 96.
118. ↑  Takaishvili (1910), p. 253.
119. ↑  Takaishvili (1910), p. 257.
120. ↑  Takaishvili (1910), p. 235.
121. ↑  Khakhanov, p. 9.
122. ↑  Takaishvili (1910), p. 168.
123. ↑  Takaishvili (1910), pp. 183-308.
124. ↑  Zagareli, pp. 169-188.

### Fonti primarie
- (KA) Vakhtang VI di Cartalia, Cronache georgiane, a cura di Leonti Mroveli e Juansher Juansheriani et al., inizio del XVIII secolo.

### Fonti secondarie
- (EN) M. Bakhtadze, Georgian titles of the Bagrationi rulers of Tao-Klarjeti, Institute of the Georgian History, Tbilisi State University, 2015, ISSN 1987-9970 (WC · ACNP).
- (EN) I. Dolidze, Georgian monuments of Law, II, Tbilisi, Metsniereba Publishing, 1965.
- (EN) T. Dundua e L. Tavadze, Imperial Titulature of the Georgian Kings, Tbilisi State University, 2017.
- (EN) Antony Eastmond, Royal imagery in medieval Georgia, Pennsylvania State University, 1998, ISBN 0-271-01628-0.
- (EN) G. Gamkrelidze, War and Arms in Iberia and Colchis, Tbilisi, Sulakauri Publishers, 2010, ISBN 978-99941-15-24-2.
- (EN) Ivane Javakhishvili, History of the Georgian Justice, II, Tiflis, 1929.
- (EN) Sargis Kakabadze, Diplomata ecclesiastica Georgiae occidentalis, in Monumenta Georgica, V, Tbilisi State University, 1921.
- (EN) T. Kartvelishvili, T. Jojua, Kh. Baindurashvili e I. Gelashvili, T. Gogoladze e M. Shaorshadze, Sources of the XVII century about the Kings of Kartli and Kakheti, I, Tbilisi, 2019, ISBN 978-9941-9677-8-8.
- (EN) Alexander Khakhanov, Title, coronation and regalia of the Georgian kings, Tbilisi, 1895.
- (EN) I. Paghava, Rediscovering the Specie of Davit IV the Builder (1089-1125), King of Kings and Sword of Messiah, Trieste, Bruno Callegher e Arianna D'Ottone, 2012.
- (EN) I. Paghava, Copper Coin with the Effigy of David the Builder and the Titulary of Georgian Monarchs, VIII, Mkhedari Publishing.
- (EN) I. Paghava e E. Chanishvili, Numismatic history of David IV the Builder: Money Circulation, Issued Coinage, and Monetary Policy, Tsereteli Institute of Oriental Studies of the Ilia State University, 2021, ISSN 2587-4780 (WC · ACNP).
- (EN) Stephen H. Rapp Jr., Imagining History at the Crossroads: Persia, Byzantium, and the Architects of the Written Georgian Past, II, University of Michigan, 1997.
- (EN) Stephen H. Rapp Jr., Caucasia and Byzantine Culture, Ankara, Dean Sakel, 2014.
- (EN) Stephen H. Rapp Jr., The Sasanian World Through Georgian Eyes, Caucasia and the Iranian Commonwealth in Late Antique Georgian Literature, Sam Houston State University, Routledge, 2016, ISBN 978-14-72-42552-2.
- (EN) Donald Rayfield, Edge of Empires: A History of Georgia, Reaktion Books, 2013, ISBN 978-17-80-23070-2.
- (EN) Valeri Silogava, Georgian Historical Documents of IX-XIII centuries, I, Tbilisi, Metsniereba Publishing, 1984.
- (EN) Ekvtime Takaishvili, The Georgian Antiquities, Georgian History and Ethnography, II, Tbilisi, 1909.
- (EN) Ekvtime Takaishvili, The Georgian Antiquities, Georgian History and Ethnography, III, Tbilisi, 1910.
- (EN) L. Tavadze, Byzantine imperial style in Georgia, Tbilisi, Tbilisi State University, The Institute of the Georgian History, 2012.
- Alexander von Zagareli, Gramoty i drugie istoricheskie dokumenty XVIII stoletia, otnosieschia k Gruzii, 1, Gruzinskie teksty s 1765 po 1774 god, Komissiia pechataniia gosudarstvennykh gramot i dogovorov, Mosca, Kirshbauma, 1898.